# Санта Кроче Камерина
Са̀нта Кро̀че Камерѝна (на италиански: Santa Croce Camerina, на сицилиански Santa Cruci Camarina, Санта Кручи Камарина) е град и община в южна Италия, провинция Рагуза, в автономен регион и остров Сицилия. Разположен е на 87 надморска височина. Населението на града е 10 026 души (към 30 април 2011 г.).